# أوبريشن فلاش بوينت: دراغون ريسنغ
أوبريشن فلاش بوينت: دراغون ريسنغ (بالإنجليزية: Operation Flashpoint: Dragon Rising)‏، هي لعبة فيديو إلكترونية من نوع تحكم عسكري وتصويب تكتيكي، طورها ونشرها شركة كودماسترز البريطانية، وتعمل لانظمة بلاي ستيشن 3 وإكس بوكس 360 ومايكروسوفت ويندوز، صدرت في السوق شهر أكتوبر سنة 2009م، وتعمل لمحرك الألعاب إيغو.

## قصة اللعبة

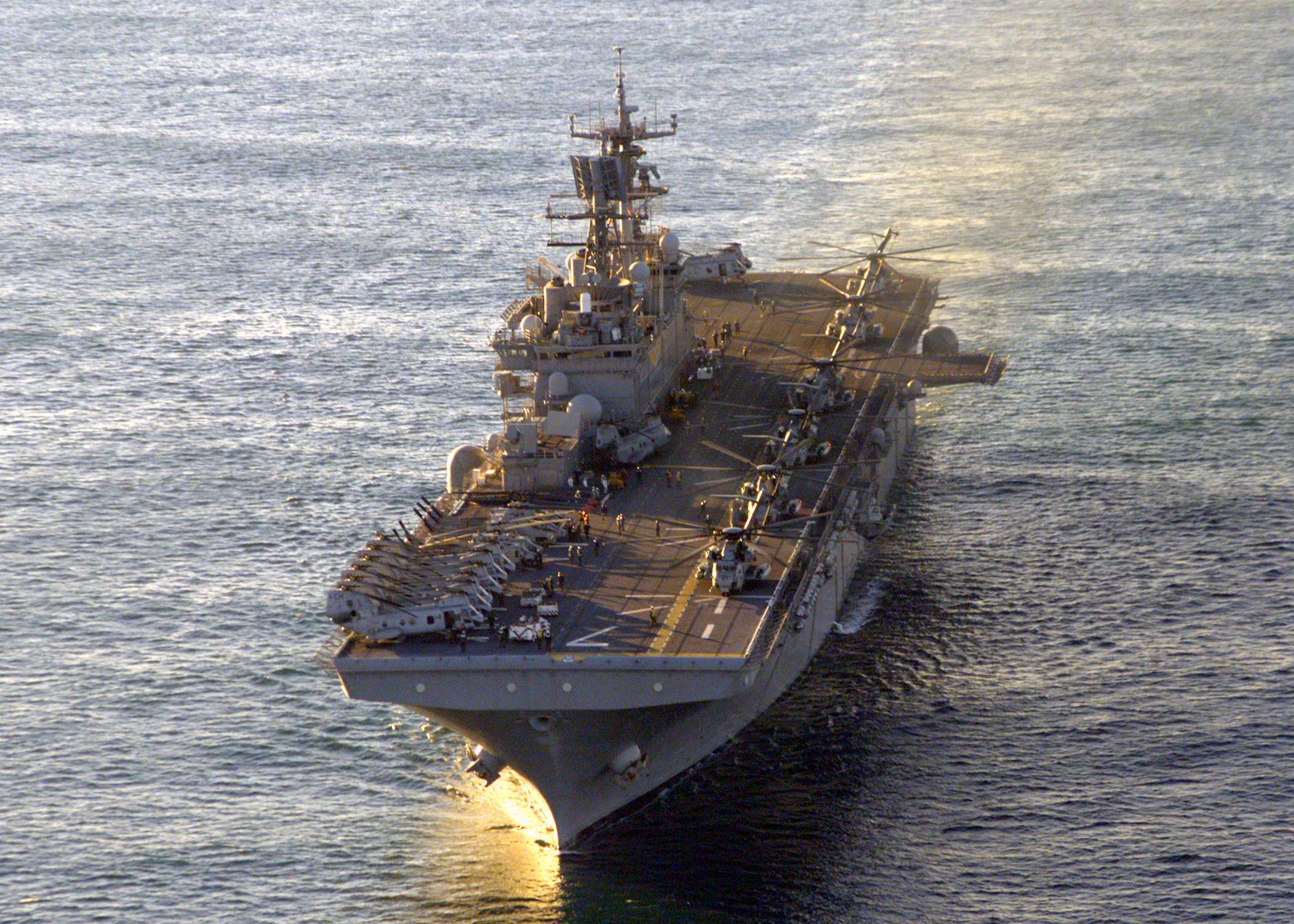
في البحر مع يو إس إس آيو جيما (LHD 7) 5 فبراير، 2003 - صورة جوية للسفينة آيو جيما أثناء عودتها إلى نورفولك، فيرجينيا. تجري آيو جيما تدريبًا في المحيط الأطلسي استعدادًا لنشرها القادم لدعم عملية الحرية الدائمة. صورة للبحرية الأمريكية التقطها زميل المصور من الدرجة الأولى بيتر كلاين. (مطلق سراحه)

تحدث القصة سنة 2011م حول اجتياح الجيش الصيني لجزيرة سكيرا الوهمية، وقيام القوات الغربية لمحاربة الجيش الصيني.